# Ямада Наокі
Наокі Ямада (яп. 山田 直輝, нар. 4 липня 1990, Хіросіма) — японський футболіст, півзахисник клубу «Сьонан Бельмаре».
Виступав, зокрема, за клуб «Урава Ред Даймондс», а також національну збірну Японії.

## Клубна кар'єра
Народився 4 липня 1990 року в місті Хіросіма. Вихованець футбольної школи клубу «Урава Ред Даймондс». Дорослу футбольну кар'єру розпочав 2008 року в основній команді того ж клубу, в якій провів сім сезонів, взявши участь у 50 матчах чемпіонату. 
До складу клубу «Сьонан Бельмаре» приєднався на умовах оренди 2015 року. Відтоді встиг відіграти за команду з Хірацуки 28 матчів в національному чемпіонаті.

## Виступи за збірні
У 2005 році дебютував у складі юнацької збірної Японії, взяв участь у 8 іграх на юнацькому рівні, відзначившись одним забитим голом.
У 2009 році дебютував в офіційних матчах у складі національної збірної Японії. Наразі провів у формі головної команди країни 2 матчі.

## Титули і досягнення
- Переможець Юнацького (U-17) кубка Азії: 2006
- Володар Кубка Імператора (1):

«Урава Ред Даймондс»:  2018